# Chalcoscirtus janetscheki
Chalcoscirtus janetscheki là một loài nhện trong họ Salticidae.
Loài này thuộc chi Chalcoscirtus. Chalcoscirtus janetscheki được J. Denis miêu tả năm 1957.